# Seeds Square
Seeds Square（シーズ・スクエア）はFM NORTH WAVEで2010年4月2日から2013年3月29日まで3年間放送されたラジオ番組。

## 放送時間
- 毎週金曜日 9:00 - 10:30
以前は11:00まで放送されていたが、10:30 - 11:00に「Cafe de asahikawa(カフェ・ド・旭川)」が放送されることになったため時間短縮となった。2010年9月までは土曜日8:30 - 11:00にも放送されていた。

## パーソナリティ
- 片岡香澄（2010年4月2日 - 2011年3月25日）
- 石黒佳奈（2011年4月1日 - 2012年9月28日）
- yuka（2012年10月5日 - 2013年3月29日）

## 主なコーナー

### 金曜日
- Seeds Selection（9:15）
新曲を中心に放送
- Seeds Street（10:00）

片岡が注目している新しいモノ・コトを紹介

### 土曜日
- Seeds Sketch（9:15）
土曜日の午前中を心地よく過ごせるWORLD,BOSSA等の洋楽を中心に放送
- Saturday Story（10:00）
アーティストからのコメントを放送

### 共通
- 快適生活ラジオショッピング（9:56）
以前は10:42にも放送されていたが、先述にある「Cafe de asahikawa」の放送開始に伴い、ラジオショッピングの枠自体は「Cafe de asahikawa」終了後の10:54に移動した。